# 莫帕 (热尔省)
莫帕（法語：Maupas）是法国热尔省的一个市镇，属于孔东区（Condom）卡佐邦县（Cazaubon）。该市镇总面积9.85平方公里，2009年时的人口为196人。

## 人口
莫帕人口变化图示